# Balbec
Balbec és una població imaginària que té un rol important dins l'obra A la recerca del temps perdut de Marcel Proust.
És descrita com una localitat balneària situada a Normandia. Hi ha, entre d'altres, un hotel freqüentat per l'aristocràcia, un dic en la mar i la residència del pintor Elstir. La localitat es distingeix de l'antic poble anomenat Balbec-en-Terre o Balbec-le-Vieux, on se situa l'església de Balbec amb motius orientals i amb la llinda vorejada de myosotis que Charlus fa gravar sobre l'enquadernació d'un llibre que ofereix al Narrador.

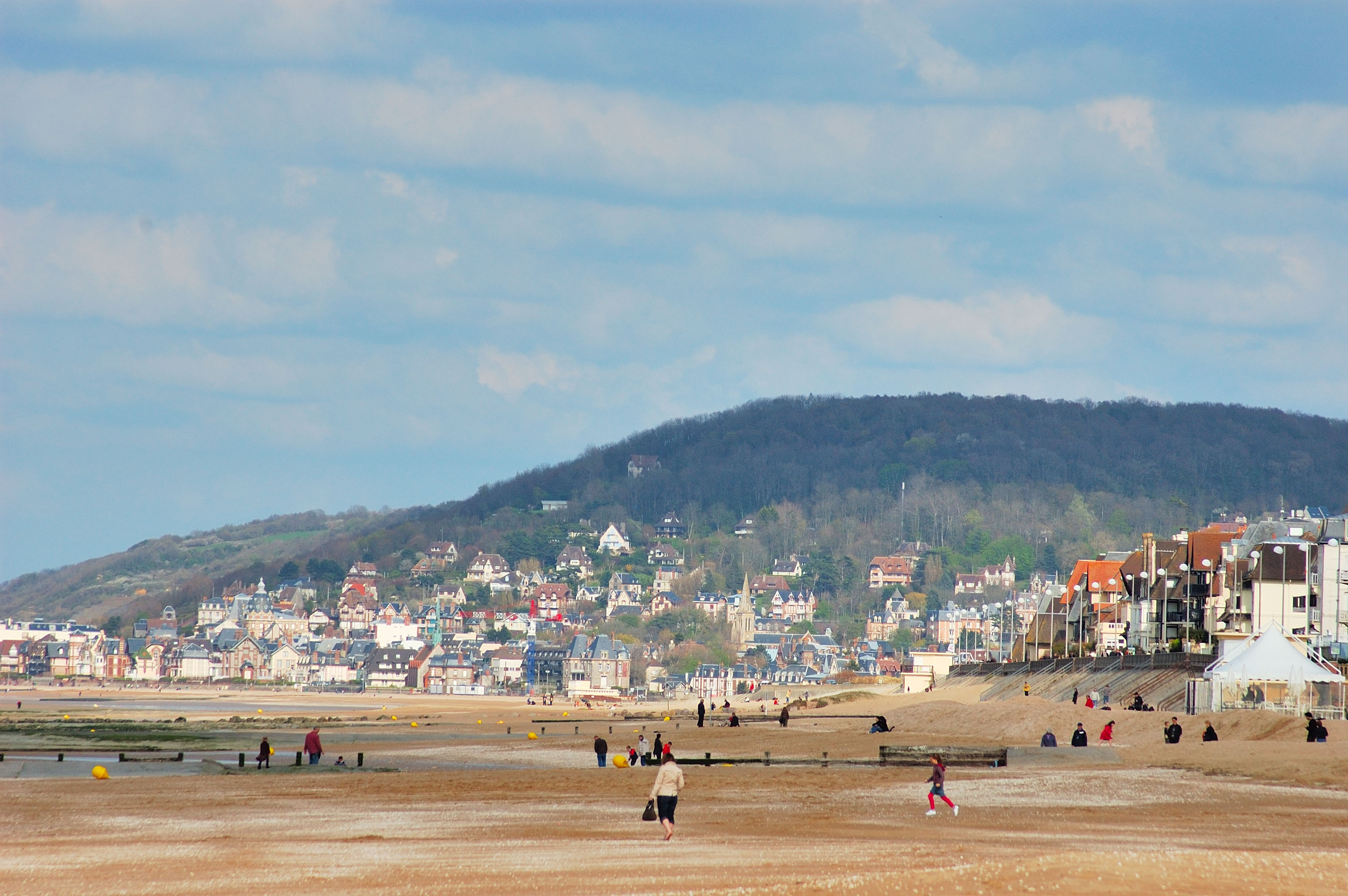
Platja de Cabourg (Normandia)

El propi Marcel Proust havia sovint sojornat a Cabourg (Calvados), sobre l'actual Côte Fleuirie, en la qual s'inspira de manera versemblant en la seva descripció de Balbec. S'hi troba justament un hotel anomenat, com al llibre, Grand-Hôtel on es pot encara veure la cambra en la qual solia sojornar. El Grand Hôtel de Cabourg conté com el de Balbec un restaurant del qual la vidriera el ret visible des del passeig que s'estén al llarg de la platja i que avui dia porta el nom de l'escriptor. Proust es va també inspirar en la localitat balneària de Beg Meil (Finistère), on havia sojornat l'any 1895. Unes descripcions inacabades d'aquesta última es troben a Jean Santeuil, i la topografia de la Recerca, fent passar el tren de Balbec per Lamballe et Vitré, inclinen a situar Balbec a Bretanya. Aquesta topografia és no obstant això voluntàriament impossible de reconstituir, i posa definitivament Balbec fora de la realitat.
La toponímia té un paper important a la Recerca i l'etimologia del topònim és exposada en la novel·la pel professor Brichot: « […] demanava a Brichot si sabia el que significava Balbec. «Balbec és probablement una corrupció de Dalbec —em va dir.» […] «Bé doncs —va continuar en Brichot—, bec en normand, vol dir rierol […] És la forma normanda del germànic Bach [...]. Pel que fa a dal —va continuar en Brichot—, és una forma de Thal, vall [...]. ».» A "Noms de país: el nom", que constitueix l'última part de Pel cantó de Swann (el primer volum de la Recerca), el narrador descriu en detall els records que li desperten els noms de diferents localitats, entre les quals Balbec.
La ressemblança entre Balbec i l'antiga Heliòpolis romana de Baalbek, al Líban, va més enllà de l'homofonia. És una referència antiga addicional a les utilitzades per Proust: Roma, Atenes, Cartago. La ciutat balneària de Proust és descrita pel personatge Legrandin com "antiga" i "geològica". Marie-Magdeleine Chirol posa en relleu que el Grand-Hôtel «superposal al sòl antic» és evocat en l'obra, per Proust, com a temple-palau (Temple-Palace) o palau (palace) el que reenvia als temples-palaus de la ciutat romana.